# Implant électronique
 (juillet 2014).
Si vous disposez d'ouvrages ou d'articles de référence ou si vous connaissez des sites web de qualité traitant du thème abordé ici, merci de compléter l'article en donnant les références utiles à sa vérifiabilité et en les liant à la section « Notes et références ».
Les implants électroniques sont des systèmes électroniques implantés dans le corps humain ou animal, afin de réaliser des objectifs médicaux, militaires, ou civils.
Ils apparaissent dans de nombreuses œuvres de fiction.

## Description
Les implants électroniques peuvent être des:
- Stimulateur cardiaque (Pacemaker) ;
- implants cérébraux, ou "BrainChip", également appelés "puce électronique cérébrale" ou "puce cérébrale". Parmi lesquels on trouve des stimulateurs cérébraux
- implant du tronc cérébral
- implants cochléaires
- puces sous-cutanées
- puces seringue
- implants rétiniens

### Fictions et canulars
- téléphone dentaire (fiction)